# Beaupont
Beaupont és un municipi francès situat al departament de l'Ain i a la regió d'Alvèrnia-Roine-Alps. L'any 2007 tenia 560 habitants.

## Demografia

### Població
El 2007 la població de fet de Beaupont era de 560 persones. Hi havia 216 famílies de les quals 60 eren unipersonals (32 homes vivint sols i 28 dones vivint soles), 76 parelles sense fills, 72 parelles amb fills i 8 famílies monoparentals amb fills.
La població ha evolucionat segons el següent gràfic:
Habitants censats

### Habitatges
El 2007 hi havia 273 habitatges, 218 eren l'habitatge principal de la família, 31 eren segones residències i 24 estaven desocupats. 246 eren cases i 27 eren apartaments. Dels 218 habitatges principals, 173 estaven ocupats pels seus propietaris, 41 estaven llogats i ocupats pels llogaters i 4 estaven cedits a títol gratuït; 3 tenien una cambra, 17 en tenien dues, 39 en tenien tres, 71 en tenien quatre i 88 en tenien cinc o més. 156 habitatges disposaven pel capbaix d'una plaça de pàrquing. A 95 habitatges hi havia un automòbil i a 106 n'hi havia dos o més.

### Piràmide de població
La piràmide de població per edats i sexe el 2009 era:
| Homes | Edats   | Dones |
| ----- | ------- | ----- |
| 0     | 95 o +  | 0     |
| 0     | 90 a 94 | 0     |
| 0     | 85 a 89 | 8     |
| 4     | 80 a 84 | 4     |
| 16    | 75 a 79 | 12    |
| 12    | 70 a 74 | 16    |
| 36    | 65 a 69 | 12    |
| 4     | 60 a 64 | 28    |
| 12    | 55 a 59 | 4     |
| 8     | 50 a 54 | 24    |
| 12    | 45 a 49 | 4     |
| 28    | 40 a 44 | 24    |
| 20    | 35 a 39 | 32    |
| 0     | 30 a 34 | 20    |
| 8     | 25 a 29 | 24    |
| 4     | 20 a 24 | 16    |
| 8     | 15 a 19 | 8     |
| 36    | 10 a 14 | 32    |
| 4     | 5 a 9   | 8     |
| 0     | 0 a 4   | 0     |

## Economia
El 2007 la població en edat de treballar era de 359 persones, 288 eren actives i 71 eren inactives. De les 288 persones actives 278 estaven ocupades (144 homes i 134 dones) i 10 estaven aturades (9 homes i 1 dona). De les 71 persones inactives 24 estaven jubilades, 18 estaven estudiant i 29 estaven classificades com a «altres inactius».

### Ingressos
El 2009 a Beaupont hi havia 232 unitats fiscals que integraven 557 persones, la mediana anual d'ingressos fiscals per persona era de 16.314 €.

### Activitats econòmiques
Dels 15 establiments que hi havia el 2007, 1 era d'una empresa alimentària, 1 d'una empresa de fabricació d'altres productes industrials, 4 d'empreses de construcció, 3 d'empreses de comerç i reparació d'automòbils, 1 d'una empresa d'informació i comunicació, 1 d'una empresa financera, 1 d'una empresa de serveis, 2 d'entitats de l'administració pública i 1 d'una empresa classificada com a «altres activitats de serveis».
Dels 5 establiments de servei als particulars que hi havia el 2009, 1 era una oficina bancària, 1 paleta, 1 fusteria, 1 lampisteria i 1 perruqueria.
Dels 2 establiments comercials que hi havia el 2009, 1 era una botiga de més de 120 m² i 1 una botiga de menys de 120 m².
L'any 2000 a Beaupont hi havia 27 explotacions agrícoles que ocupaven un total de 1.020 hectàrees.

## Equipaments sanitaris i escolars
El 2009 hi havia una escola elemental integrada dins d'un grup escolar amb les comunes properes formant una escola dispersa.

## Poblacions més properes
El següent diagrama mostra les poblacions més properes.